# Benzimidazol
Benzimidazol – organiczny, heterocykliczny związek chemiczny. Zbudowany jest z pierścienia benzenowego i połączonego z nim pierścienia imidazolowego.
Benzimidazol jest wykorzystywany do produkcji fungicydów – środków chemicznej ochrony przeciwko grzybowym chorobom roślin.